# 정오표

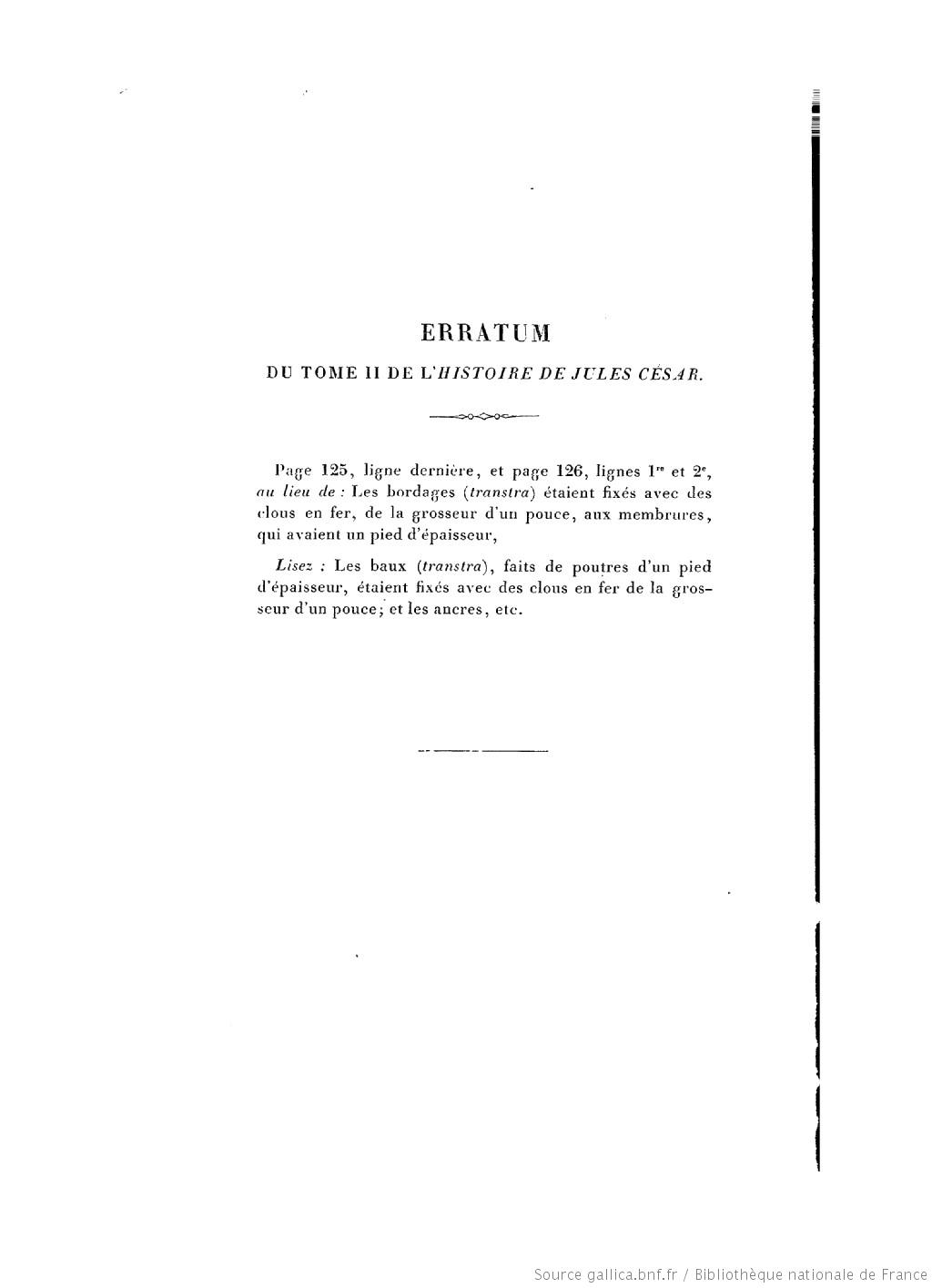
Jules César tome 2 – p. 585 – 정오표

정오표(Erratum, corrigendum, 복수형: errata, corrigenda, 라틴어: errata corrige에서 유래)는 출판된 텍스트를 수정한 것이다. 일반적으로 출판사는 제작 오류(예: 출판 과정에서 발생한 오류)에 대해서는 에라타(errata)를 발행하고 저자의 오류에 대해서는 코리젠덤(corrigendum)을 발행한다. 일반적으로 책의 뒷면에 제본되지만 단일 오류의 경우 정오표를 자세히 설명하는 종이 쪽지를 오류가 표시된 페이지 앞이나 뒤에 제본할 수 있다. 정오표는 원본이 출판된 직후에 발행될 수도 있다.

## 정오표 시트
시카고 매뉴얼 오브 스타일에 따르면, "오류 및 정정 목록인 정오표는 느슨하게 삽입된 시트 또는 제본된 페이지의 형태를 취할 수 있다. 정오표 시트는 확실히 책의 일반적인 부분이 아니다. 이는 절대로 있어서는 안 된다. 간단한 인쇄상의 오류(나중에 인쇄할 때 수정될 수 있음)를 수정하거나 인쇄된 텍스트에 추가 또는 개정판을 삽입하기 위해 제공된다(책의 다음 판이 나올 때까지 기다려야 함). 극단적인 경우에는 오해를 불러일으킬 만큼 심각한 오류가 너무 늦게 감지되어 정상적인 방법으로 수정하기에는 완성된 책이 배포되기 전에 오류가 팁으로 제공되는 시트에 오류의 위치 및 수정 사항이 나열될 수 있다. 또는 책을 제본하거나 느슨하게 놓은 후 일반적으로 책의 앞표지 안쪽에 넣는다. (기울이고 삽입하는 작업은 손으로 해야 하므로 책 비용이 상당히 추가된다.)

## 같이 보기
- 부록